# Klasztor Scheyern
Klasztor Scheyern – barokowy kościół klasztor benedyktynów, znajdujący się w Scheyern.

## Źródła
- Lukas Wirth OSB (Hrsg.): Kloster Scheyern. 900 Jahre Benediktiner am Stammsitz der Wittelsbacher, Pustet, Regensburg 2019, ISBN 978-3-7917-3037-0.